# Hemicrepidius bilobatus
Hemicrepidius bilobatus là một loài bọ cánh cứng trong họ Elateridae. Loài này được Say miêu tả khoa học năm 1834.